# Jurij Dalmatin
Jurij Dalmatin (korabeli írás szerint Iuri Dalmatin, magyarosan Dalmatinus György) (Gurkfeld, 1547. körül – Laibach, 1589. augusztus 31.) szlovén protestáns teológus, író, az első teljes szlovén nyelvű Biblia-fordítás megalkotója.

## Élete
Kortársához, Károli Gáspárhoz hasonlóan más volt a származása azokhoz képest, akik között nagyérdemű munkásságát végezte. Vezetékneve mutatja, hogy nem volt szlovén származású Dalmatin családja, de pontos nemzeti hovatartozásáról megoszlanak a vélemények. Bár általánosan elfogadják, hogy dalmát eredetű lehet. A dalmátok Dalmácia kihalt újlatin nyelvű lakói voltak, közeli rokonságban álltak a románokkal és olaszokkal. Mások viszont elvetik a dalmát eredetet, és nevét egyszerűen abból eredeztetik, hogy Dalmatin ősei Dalmácián keresztül érkeztek szlovén területre és délszláv etnikumúak voltak. A déli régiókból számos betelepülő akadt, akik a szlovének között leltek új hazára. Még a 20. század elején is regisztráltak Dalmatin vezetéknevet viselő személyeket Szlovéniában. Dalmatin idején is egyébként sok ember menekült a szlovének közé bosnyák és horvát területekről az Oszmán Birodalom terjeszkedése miatt. Dalmatin családja eddigre már bizonyosan elszlovénosodott volt. Nevét a kortársak gyakran csak Dalmata alakban írják, így tanítómestere Primož Trubar is.
Szegény paraszti családban nőtt fel, akik szinte a semmiből próbálták finanszírozni fiuk tanítattását. Gyakran éhezett és járt rongyokban. 18 éves koráig Gurkfelden (ma Krško, Szlovénia) tanult Adam Bohoričnál, az első szlovén helyesírás és a róla elnevezett ábécé megalkotójánál. Bohorič elkötelezett evangélikussá nevelte az ifjú Dalmatint és sikerült eljuttatnia a württembergi iskolába, ahol latinul tanult. További tanulmányait Trubarnál végezte Tübingenben (előzőleg pedig a környező Bebenhausenben), ahol filozófiát és protestáns teológiát hallgatott. Itteni tanulmányaihoz már akadtak nagylelkű pártfogók, így Bohorič, Trubar, valamint számos barátja és egyéb magánszemélyek. Tanuló társai között számos szláv, így horvát protestánsok is akadtak. Trubar szerette volna, ha Württembergben mint diákonus teljesítene szolgálatot egy évig és ezzel felvértezve térne vissza hazájába, ám ezt a helyi kandidátus nem tette lehetővé.
Ljubljanába 1572-ben tért vissza többszöri próbálkozással, de gyakran szolgált Németországban is, így Stuttgartban, ahol a württembergi fejedelem, III. Lajos nagyra értékelvén prédikátori képességeit, rövid időre meghívta. Szolgálatot teljesített Vigaun (Begunje) a Katzianer családnál, és St. Kanzianban (Škocjan) is. Ljubljanában prédikátor volt, ahol az Auersperg család támogatását élvezte (az egyik Auersperg-fiú Andreas von Auersperg 1593-ban Sziszeknél aratott nagy győzelmet a törökökön). A munkában számos segítője akadt, így Trubar fia Felicijan is. Fő feladatának tekintette a szlovén nyelv használatát a liturgiában. Életét Laibachban (Ljubljana) fejezte be.

## Munkája
1579-ben írta első művét, egy katekizmust. 1585-ben kiadta a wittenbergi katekizmust, azaz Luther művét, négy évvel később egy szertartásrendet is közölt.
Már pályája kezdetén belefogott fő műve a Biblia lefordításában szlovén nyelvre (az első ilyen jellegű munkája Sirák fia könyve volt). Ehhez felhasználta mestere Trubar Újszövetségét, illetve más korábbi szlovén nyelvű műveket. Mivel magas műveltséggel bírt, így eredeti szövegekből, görögből és héberből tudott fordítani. A Trubar-féle nyelvhez igazodott, amely krajnai nyelvjárásra alapult (elsősorban a középső, ljubljanai vidék szerinti dialektusra), de Dalmatin még kiegészítette saját nyelvjárásával és észak-krajnai, valamint karintiai dialektusokkal. Felhasználta a jobb érthetőség érdekében még Luther német nyelvű Bibliáját is.
Az első mutatványok nyomtatására Klagenfurtban és Grazban került sor 1580-ban, rövidebb ideig Dalmatinnak ott kellett lennie, hogy a nyomdászt eligazítsa a könyvekről, mivel a német nyomdászok nem értették a szlovén nyelvet. A fordítás tíz évet vett igénybe és olyan nagy hatással lett az egész akkori szlovénségra, hogy még a katolikusok is használni kezdték (természetesen felsőbb engedéllyel), mert a nép annyira igényelte az anyanyelvi igehirdetést. A Dalmatin-féle Biblia szerzője halála után nem sokkal még Magyarországra is eljutott, a Tótságban használták a protestáns magyarországi szlovének. Adatok vannak arra vonatkozólag, hogy Felsőszölnökön, ahol 1717-ig volt evangélikus egyházközség használtak egy Dalmatin Bibliát is, ugyanakkor a Magyarországon élő Manlius János szlovén nyomdász révén a nyugat-magyarországi horvátok is részesült Dalmatin műveiből, ami nyelvük alakulására is hatással lett. Küzmics István, aki külön vend nyelvű Újszövetséget készített, hagyatkozott Dalmatin fordítására, sőt külön megemlékezik róla a könyvhöz írt Előszóban, amelyben Dalmatin Jüri-nek nevezi vendül. Szinnyei József is rövid szócikket szentel neki enciklopédiájában, ahol Dalmatinus György-nek nevezi és vend-nek az általa használt nyelvet (Szinnyei talán a szlovének megosztását célzó vindisár-teóriá-ból indul ki, amely összefügg a vendkérdéssel). Szinnyei szerint Dalmatin Szlavóniából származott, amely a magyar korona része volt, ennél fogva jogosnak érezte, hogy róla is említést tegyen a magyar írókról szóló enciklopédiában. Bár Szinnyei helytelenül Dalmatin kizárólagos forrásának a fordításnál Luther Bibliáját jelöli meg.
Dalmatin Trubar után a második legfőbb személy aki jelentősen hozzájárult a szlovén irodalmi nyelv kialakulásához. A katolikus egyház csak mintegy kétszáz évvel később jelentette meg a Biblia katolikus változatát szlovén nyelven. A fő fordító Jurij Japelj hagyatkozott Dalmatinra.

## Művei
- Try duhouske peissni (Három lelki ének), 1575
- Jesus Sirah, ali negove bukvice (Jézus, Sirák fiának könyve), 1575
- Passion tu ie, Britku terplene, inu tudi tu zhastitu od smerti vstaiene, inu vNebu hoiene, Nashiga Gospudi Iesusa Cristusa (Passió, mely keserű szenvedése és egyúttal dicsőséges halálból feltámadása, s mennybemenetele mi Urunknak, Jézus Krisztusnak), 1576
- Salomonove nove pripuvisti (Salamon történetei), 1580
- Karshanske lepe molitue (Szép keresztényi imádságok), 1584
- Ta celi catehismus, eni psalmi, inu tih vegshih gody, stare inu nove kerszhanske peisni (Eme teljes katekizmus, néhány zsoltár, fontosabb történetek és új keresztény énekek), 1579
- Perve Buqve Mosessove (Mózes első könyve), 1580
- Biblia, tu je sve svetu pismo stariga inu noviga testamenta, slovenski tolmachena skuzi Iuria Dalmatina (Biblia, az ó- és újszövetségi Szentírás, szlovénra fordítva Jurij Dalmatin által), 1584
- Ta kratki wirtembershki catechismus (Eme rövid würtembergi katekizmus), 1585
- Agenda (Szertartáskönyv), 1589